# LG G Watch
LG G Watch — Android Wear розумний годинник від компанії LG. Пристрій анонсовано 25 червня 2014 року. Продажі почалися на початку липня 2014 року. Він сумісний з усіма смартфонами на базі Android 4.3 чи вище, які підтримують Bluetooth LE.
LG G Watch керується Android Wear, система сповіщень якої побудована на базі технології Google Now. Це дозволяє отримувати голосові команди від користувача.